# Черемховское угольное месторождение
Черемховское угольное месторождение — одно из крупнейших месторождений каменного угля в Восточной Сибири, расположено в Иркутской области вблизи города Черемхово. Является частью Иркутского угольного бассейна.

## География и запасы
Месторождение расположено на территории Черемховского и Аларского районов Иркутской области, примерно в 150 км к северо-западу от Иркутска и в 22 км от Черемхово. Оно входит в состав Иркутского угольного бассейна площадью около 42,8 тыс. км².
Балансовые запасы угля по категориям A+B+C1 составляют 219 млн тонн, забалансовые — 207 млн тонн.

## Геологическая характеристика
Уголь залегает на глубине до 100 метров, что позволяет вести разработку открытым способом. Основная часть запасов представлена длиннопламенными жирными углями с высоким содержанием летучих веществ — до 50 %. Такой уголь применяется в энергетике, химической промышленности, для полукоксования и газификации.

## История освоения
Разработка Черемховского месторождения началась в 1887 году. К началу XX века в районе действовало более 20 шахт, обеспечивавших ежедневную добычу до 400 тонн.
В период с 1920 по 1940 год благодаря массовому движению ударников труда и стахановцев объём добываемого угля увеличился в 10 раз — с 500 тысяч до 5 миллионов тонн.
В 1945 году был создан производственный комбинат «Востсибуголь», объединивший предприятия бассейна и обеспечивший переход к более масштабной и механизированной добыче.
Месторождение обеспечивает топливом электростанции и коммунальные хозяйства региона, вносит вклад в экономику Иркутской области и занятость населения.

## Современное состояние
В настоящее время разработку месторождения ведёт ООО «Разрез „Черемховуголь“», входящее в состав компании «Востсибуголь». В 2024 году на предприятии был установлен новый 20-кубовый ковш для экскаватора, что повысило производительность.